# Lijst van nummer 1-hits in Duitsland in 2010
Deze hits stonden in 2010 op nummer 1 in de Musikmarkt Top 100, de bekendste hitlijst in Duitsland.
| Datum        | Artiest                  | Titel                                               |
| ------------ | ------------------------ | --------------------------------------------------- |
| 1 januari    | Aura Dione               | I will love you monday (365)                        |
| 8 januari    | Keri Hilson              | I like                                              |
| 15 januari   | Lady Gaga                | Bad romance                                         |
| 22 januari   | Keri Hilson              | I like                                              |
| 29 januari   | Ke$ha                    | Tik tok                                             |
| 5 februari   | Ke$ha                    | Tik tok                                             |
| 12 februari  | Ke$ha                    | Tik tok                                             |
| 19 februari  | Ke$ha                    | Tik tok                                             |
| 26 februari  | Ke$ha                    | Tik tok                                             |
| 5 maart      | Ke$ha                    | Tik tok                                             |
| 12 maart     | Stromae                  | Alors on danse                                      |
| 19 maart     | Stromae                  | Alors on danse                                      |
| 26 maart     | Lena Meyer-Landrut       | Satellite                                           |
| 2 april      | Lena Meyer-Landrut       | Satellite                                           |
| 9 april      | Lena Meyer-Landrut       | Satellite                                           |
| 16 april     | Lena Meyer-Landrut       | Satellite                                           |
| 23 april     | Lena Meyer-Landrut       | Satellite                                           |
| 30 april     | Mehrzad Marashi          | Don't believe                                       |
| 7 mei        | Mehrzad Marashi          | Don't believe                                       |
| 14 mei       | Mehrzad Marashi          | Don't believe                                       |
| 21 mei       | Mehrzad Marashi          | Don't believe                                       |
| 28 mei       | K'naan                   | Wavin' flag                                         |
| 4 juni       | K'naan                   | Wavin' flag                                         |
| 11 juni      | Lena Meyer-Landrut       | Satellite                                           |
| 18 juni      | K'naan                   | Wavin' flag                                         |
| 25 juni      | Shakira & Freshlyground  | Waka waka (This time for Africa)                    |
| 2 juli       | Shakira & Freshly Ground | Waka waka (This time for Africa)                    |
| 9 juli       | Shakira & Freshly Ground | Waka waka (This time for Africa)                    |
| 16 juli      | Shakira & Freshly Ground | Waka waka (This time for Africa)                    |
| 23 juli      | Shakira & Freshly Ground | Waka waka (This time for Africa)                    |
| 30 juli      | Shakira & Freshly Ground | Waka waka (This time for Africa)                    |
| 6 augustus   | Yolanda Be Cool & DCUP   | We no speak Americano!                              |
| 13 augustus  | Yolanda Be Cool & DCUP   | We no speak Americano                               |
| 20 augustus  | Yolanda Be Cool & DCUP   | We no speak Americano                               |
| 27 augustus  | Yolanda Be Cool & DCUP   | We no speak Americano                               |
| 3 september  | Yolanda Be Cool & DCUP   | We no speak Americano                               |
| 10 september | Yolanda Be Cool & DCUP   | We no speak Americano                               |
| 17 september | Yolanda Be Cool & DCUP   | We no speak Americano                               |
| 24 september | Eminem & Rihanna         | Love the way you lie                                |
| 1 oktober    | Eminem & Rihanna         | Love the way you lie                                |
| 8 oktober    | Israel Kamakawiwo'ole    | Somewhere over the rainbow / What a wonderful world |
| 15 oktober   | Israel Kamakawiwo'ole    | Somewhere over the rainbow / What a wonderful world |
| 22 oktober   | Israel Kamakawiwo'ole    | Somewhere over the rainbow / What a wonderful world |
| 29 oktober   | Israel Kamakawiwo'ole    | Somewhere over the rainbow / What a wonderful world |
| 5 november   | Israel Kamakawiwo'ole    | Somewhere over the rainbow / What a wonderful world |
| 12 november  | Israel Kamakawiwo'ole    | Somewhere over the rainbow / What a wonderful world |
| 19 november  | Israel Kamakawiwo'ole    | Somewhere over the rainbow / What a wonderful world |
| 26 november  | Israel Kamakawiwo'ole    | Somewhere over the rainbow / What a wonderful world |
| 3 december   | Israel Kamakawiwo'ole    | Somewhere over the rainbow / What a wonderful world |
| 10 december  | Empire of the Sun        | We are the people                                   |
| 17 december  | Israel Kamakawiwo'ole    | Somewhere over the rainbow / What a wonderful world |
| 24 december  | Israel Kamakawiwo'ole    | Somewhere over the rainbow / What a wonderful world |
| 31 december  | Israel Kamakawiwo'ole    | Somewhere over the rainbow / What a wonderful world |